# Frogeye Car Company

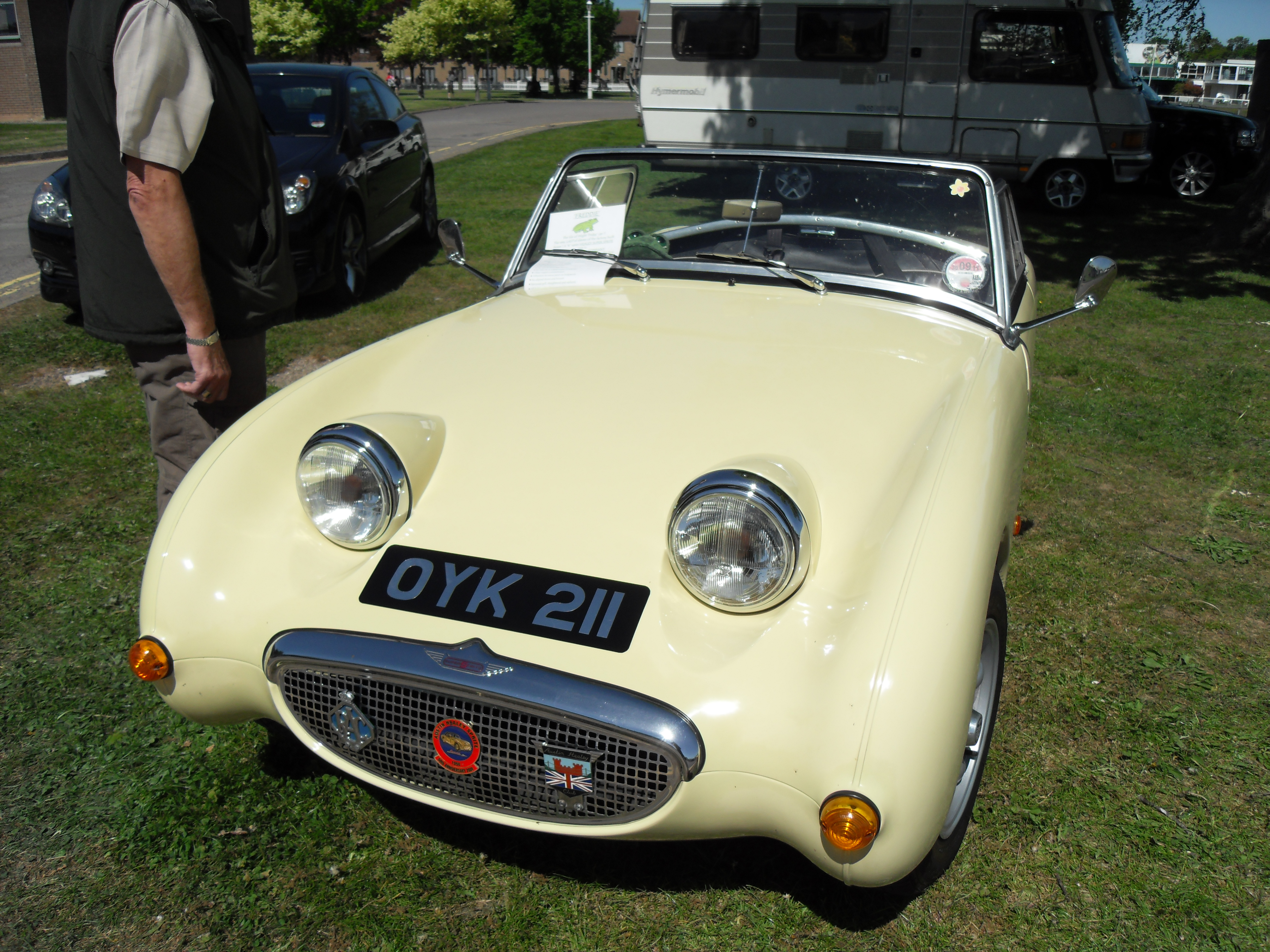
Frogeye Supersprite auf der National Kit Car Show Stoneleigh 2011

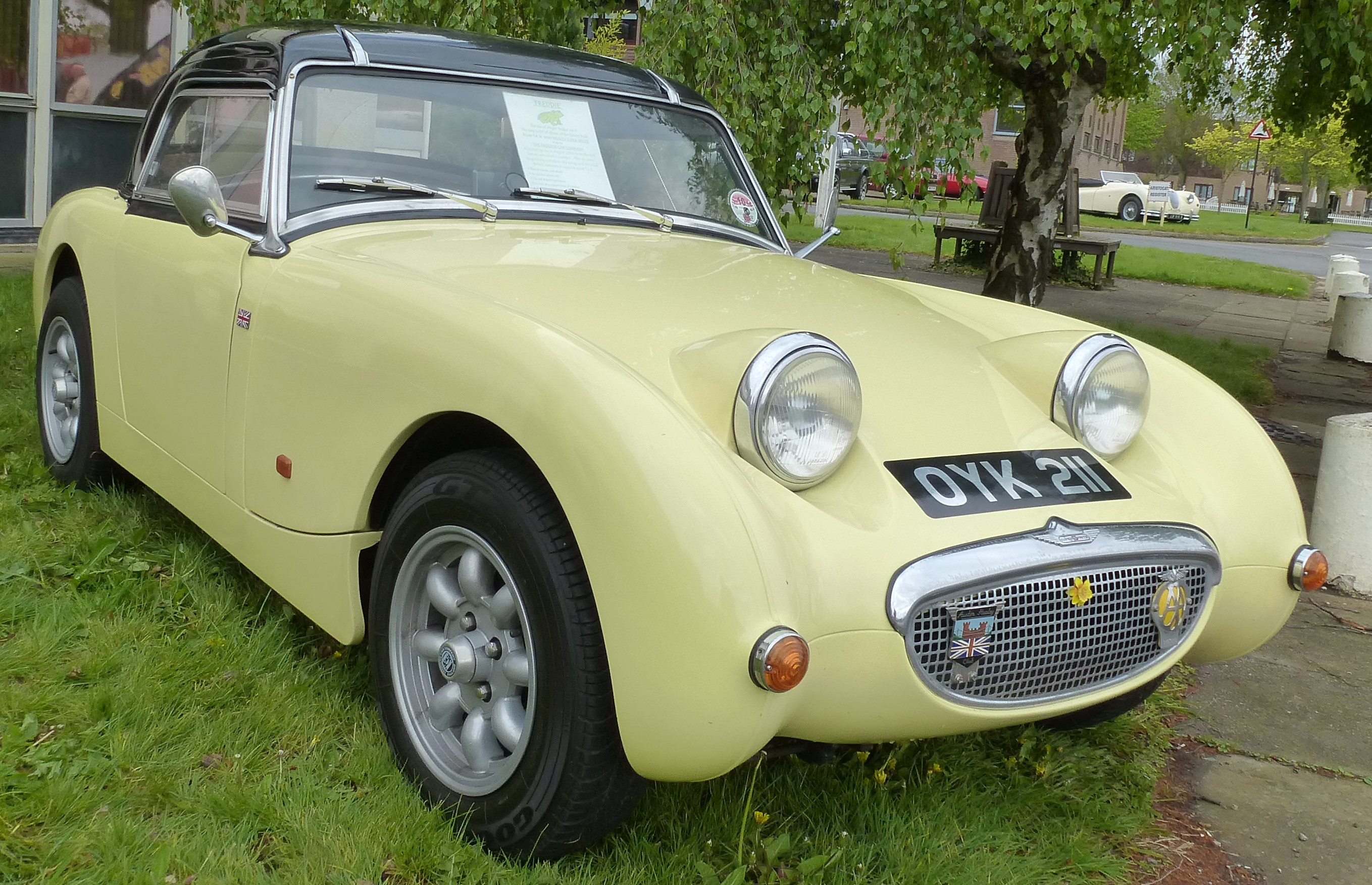
Das gleiche Fahrzeug 2017 mit Hardtop

Frogeye Car Company Limited war ein britischer Hersteller von Automobilen.

## Unternehmensgeschichte
Keith Brading gründete 1985 das Unternehmen in Ryde auf der Isle of Wight. Er begann mit der Produktion von Automobilen und Kits. Der Markenname lautete Frogeye. Island Plastics von der gleichen Insel stellte die Karosserien her. 2000 endete die Produktion. Eine andere Quelle gibt den Produktionszeitraum mit 1986 bis etwa 1996 an. Laut der Internetseite opencorporates.com wurde das Unternehmen erst am 27. Februar 1986 gegründet, von Keith Clark Brading sowie Peter Louis Cove geleitet, die den Firmensitz während der laufenden Insolvenz am 12. August 1999 nach Bradford in West Yorkshire verlegten und am 22. März 2001 die Auflösung des Unternehmens erlebten. Insgesamt entstanden etwa 142 Exemplare.
Island Plastics setzte von 1997 bis 1998 die Produktion eines Modells fort und vermarktete es als Ipi.

## Fahrzeuge
Im Angebot stand nur ein Modell. Der Supersprite war eine Nachbildung des Austin-Healey Sprite der ersten Generation. Die Basis bildete ein selbst entworfenes Fahrgestell aus Stahl. Darauf wurde eine Karosserie aus Fiberglas montiert. Der Roadster bot Platz für zwei Personen. Verschiedene Vierzylindermotoren vom Austin A 30, Austin A 35, Austin Maestro, Ford Fiesta und Mini Metro und von Rover trieben die Fahrzeuge an.
Der Neupreis für ein Komplettfahrzeug betrug Ende der 1980er Jahre rund 18.000 Pfund.